# American Gigolò
American Gigolò (American Gigolo) è un film del 1980 scritto e diretto da Paul Schrader, interpretato da Richard Gere e Lauren Hutton.
La pellicola conferì immensa popolarità a Gere, consacrandolo come sex symbol. Fu inoltre uno dei primi film hollywoodiani mainstream a includere scene di nudo maschile frontale del protagonista. La sua colonna sonora, composta da Giorgio Moroder e comprendente il singolo Call Me dei Blondie, ottenne una candidatura ai Golden Globe 1981.

## Trama
Julian Kay è un gigolò di Los Angeles, amato da numerose donne facoltose di mezza età per la sua prestanza fisica e per l'eleganza. Inizialmente alle dipendenze di Anne, una maîtresse di origini svedesi, egli si ritrova a lavorare saltuariamente anche per Leon, un magnaccia afroamericano attivo nel giro dei gay club.
Seduto in un bar in attesa di una cliente, Julian incontra per caso l'avvenente Michelle Stratton, moglie del senatore californiano Charles Stratton (candidato al ruolo di governatore dello Stato). Su iniziativa della donna, presto i due instaurano un'appassionata relazione clandestina. Nel frattempo, Leon induce Julian a concedere una prestazione ad una coppia depravata, i Rheyman, dedita al sadomasochismo. La signora Rheyman viene tuttavia uccisa in modo cruento qualche ora dopo e Julian viene indicato tra gli indiziati, nonostante al momento dell'omicidio si trovasse in compagnia di un'altra cliente. Quest'ultima, tuttavia, si rifiuta di testimoniare per timore di essere scoperta dal marito.
Abbandonato a se stesso e incalzato dal detective Sunday, il protagonista capisce di essere oggetto delle macchinazioni del senatore Stratton e del sig. Rheyman, aiutati da Leon e dal compagno di quest'ultimo (probabile autore del delitto).
Incapace di difendersi, Julian incontra direttamente il senatore e, alla ricerca della verità, mette alle strette Leon, che accidentalmente precipita dalla finestra dopo un'accesa discussione con Julian. Quest'ultimo viene a questo punto arrestato con l'accusa di omicidio, dalla quale verrà però scagionato grazie a una cameriera che lo aveva visto tentare di salvare Leon. Michelle, resasi conto del cinismo del marito e dell'amore sincero che prova per Julian, gli fornisce infine un alibi per salvarlo dall'accusa di omicidio, sostenendo che fosse con lei al momento del delitto.

## Produzione
Il regista Paul Schrader rivelò di essere stato influenzato dal film Diario di un ladro del 1959 del francese Robert Bresson nello scrivere la sceneggiatura del suo film. Schrader adattò inoltre diversi temi di American Gigolo in The Walker del 2007, affermando che l'idea per quest'ultima pellicola fosse nata proprio chiedendosi cosa fosse successo a Julian Kaye.

### Cast
Inizialmente la parte di Julian Kay era stata assegnata a Christopher Reeve, che però la rifiutò nonostante gli fosse stato offerto circa un milione di dollari. Il ruolo fu proposto anche a John Travolta, il cui rifiuto spinse il regista a scegliere Richard Gere.
In un'intervista a Variety relativa ai suoi esordi, Glenn Close raccontò di aver fatto un provino negli anni '70 con Travolta per interpretare la co-protagonista Michelle Stratton. L'attrice racconta di essere entrata nella stanza dell'audizione e di aver visto l'attore disteso su un letto insieme a 8 addetti ai lavori. Lo scopo del regista, spiega, era quello di cercare di far scoppiare la scintilla tra i due protagonisti, per appurare se ci fosse chimica tra di loro. Il provino, tuttavia, non andò bene, dal momento che Close si rivelò assai agitata e imbarazzata.

## Colonna sonora
La colonna sonora del film, creata nel 1979 da Giorgio Moroder, contiene le seguenti canzoni:
1. Call Me - Blondie
2. Love and Passion - Cheryl Barnes
3. Night Drive - Giorgio Moroder
4. Hello Mr. W.A.M. (Finale) - basata sull’Adagio del concerto per clarinetto e orchestra in La k 622 di Wolfgang Amadeus Mozart
5. The Apartment - Giorgio Moroder
6. Palm Springs Drive - Giorgio Moroder
7. Night Drive (Ritornello) - Giorgio Moroder
8. The Seduction - James Last

Altri brani che si sentono nel film sono Take Off Your Uniform di John Hiatt e The Love I Saw in You Is Just a Mirage di Smokey Robinson & The Miracles. Quest'ultimo accompagna la scena in cui Julian sceglie alcuni vestiti dal suo guardaroba canticchiando il pezzo in sottofondo.

## Distribuzione
La pellicola è stata distribuita nelle sale cinematografiche italiane nel mese di agosto del 1980.

### Data di uscita
Alcune date di uscita internazionali nel corso del 1980 sono state:
- 1 febbraio 1980 negli Stati Uniti (American Gigolo)[4]
- 30 agosto 1980 in Italia[5][6]

## Accoglienza
Il film guadagnò complessivamente 50 milioni di dollari (contro un budget di soli 5 milioni di dollari) divenendo un gran successo al botteghino.

## Riferimenti all'epoca
Gli abiti indossati da Richard Gere sono stati disegnati dallo stilista italiano Giorgio Armani, mentre la pochette indossata da Lauren Hutton, poi diventata iconica, è opera di Bottega Veneta, che l'ha poi rivisitata nel 2016.
Nella scena iniziale si vede inoltre il protagonista alla guida della roadster Mercedes-Benz R107, diventata una vera e propria icona degli anni '80.

## Riconoscimenti
- 1981 – Golden Globe
  - Candidatura alla migliore colonna sonora originale a Giorgio Moroder
  - Candidatura alla migliore canzone originale a Call Me (musica e testo di Deborah Harry e Giorgio Moroder)

## Spin-off

### American Gigolo
L'11 settembre 2022 è andata in onda su Showtime la prima puntata di una omonima serie TV ispirata al film del 1980. La serie, ideata da David Hollander e con un cast totalmente differente rispetto alla pellicola, è ambientata 15 anni dopo l'arresto del protagonista, il quale cerca di scoprire chi l'abbia incastrato.
Il 30 gennaio 2023 il network ha tuttavia cancellato la produzione dopo una sola stagione.